# Alberto Valenzuela Llanos
Ramón Alberto Valenzuela Llanos (* 29. August 1869 in San Fernando; † 23. Juli 1925 in Santiago de Chile) war ein chilenischer Maler.
Valenzuela studierte ab 1887 an der Academia de Bellas Artes in Santiago, wo Cosme San Martín, Juan Mochi und Pedro Lira seine Lehrer waren. 1890 erhielt er die Bronzemedaille des Salon Official von Santiago für sein Gemälde Puesta de sol en los Andes. Ab 1903 unterrichtete er Zeichnen am Liceo Luis Amunategui. 1906 studierte er an der Académie Julian in Paris bei Jean Paul Laurens. 1910 wurde er als Nachfolger von Fernando Álvarez de Sotomayor Professor an der Academia de Bellas Artes. Zu seinen Schülern zählten u. a. Pedro Luna, Agustín Abarca und Arturo Gordon.
Für seine Werke wurde Valenzuela Llanos vielfach ausgezeichnet, unter anderem sieben Mal mit dem Premio del Certamen Edwards (1894, 1897, 1898, 1900, 1908, 1911 und 1914). Der Kunstkritiker Antonio Romera zählte ihn neben Alfredo Valenzuela Puelma, Pedro Lira und Juan Francisco González zur Gruppe der Grandes Maestros  de la Pintura, der bedeutendsten chilenischen Maler des ausgehenden 19. und beginnenden 20. Jahrhunderts.

## Werke

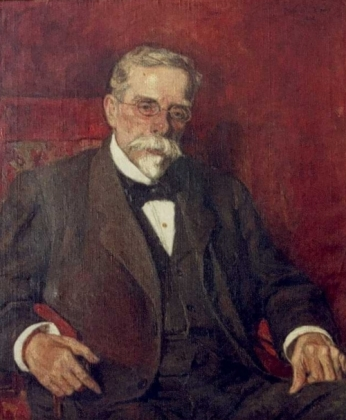
Retrato del general Jorge Wood
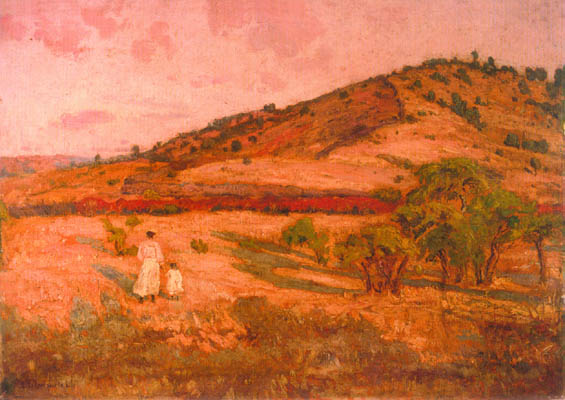
Paisaje de Lolol
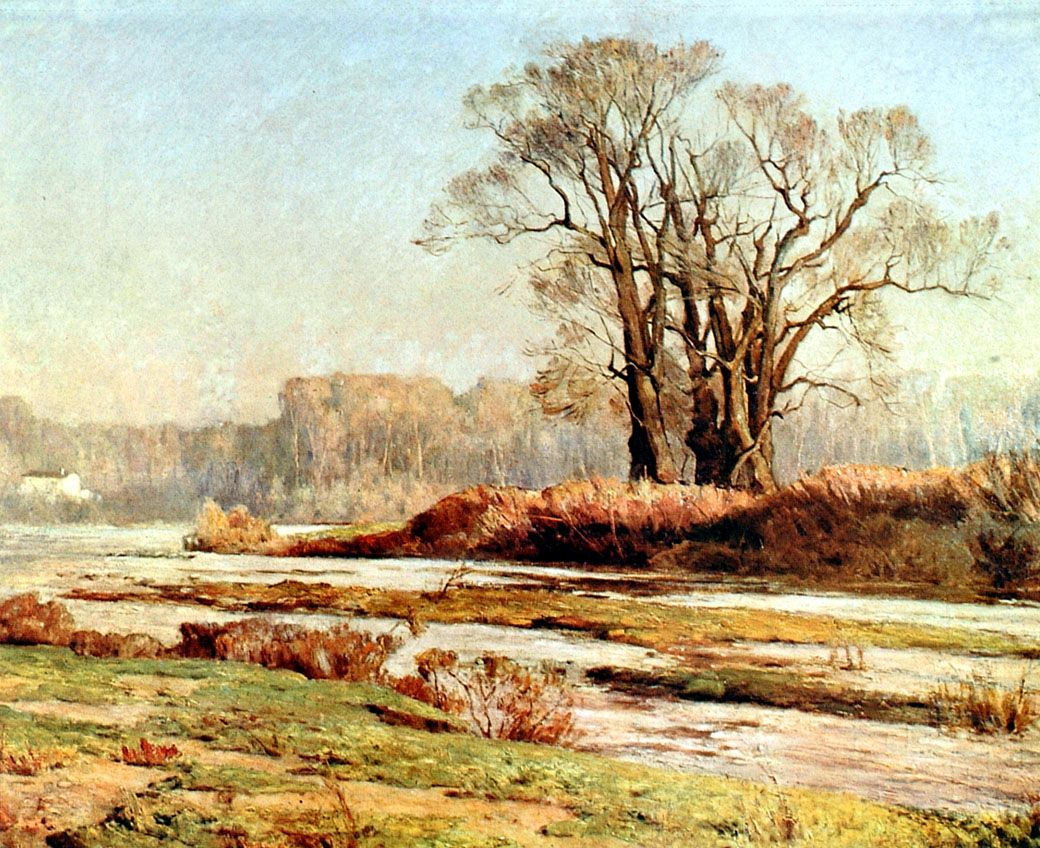
Riberas del Mapocho
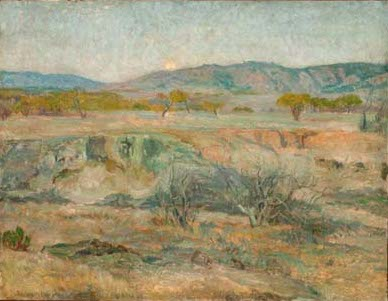
Campo agreste
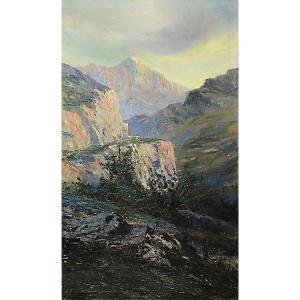
Paisaje de cordillera
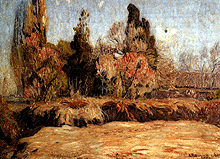
Paisaje de campo
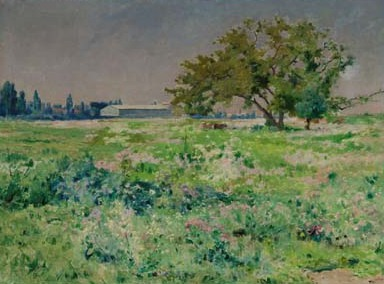
Naturaleza en flor
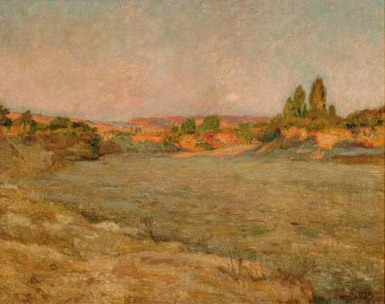
Paisaje 1918
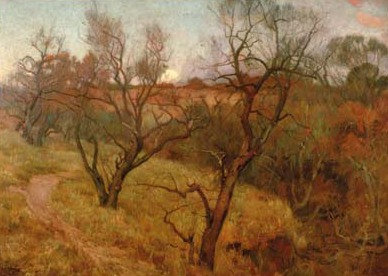
Salida de la luna en la quebrada
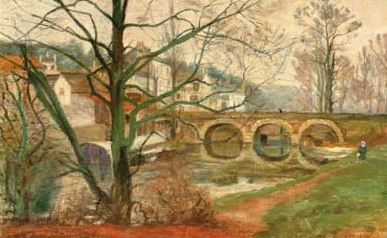
Puente de Charenton
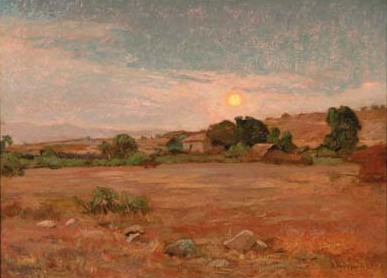
Puesta de sol
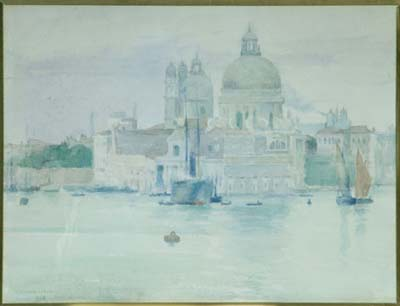
Venecia, gran canal
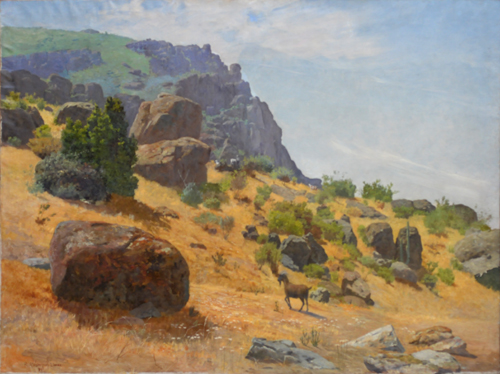
Quebrada de los loros